# لانگ لوفورد
لانگ لوفورد (به انگلیسی: Long Lawford) یک روستا و محله مدنی در بریتانیا است که در Rugby واقع شده‌است. لانگ لوفورد ۳٬۱۸۰ نفر جمعیت دارد.